# Harry Wood
Harry Oscar Wood (Gardiner, Maine, 1878 - Pasadena, 4 de Fevereiro de 1958) foi um sismologista, investigador na Caltech entre 1925 e 1955.